# 송민도
송민도(宋旻道, 1923년 4월 3일 ~ 2023년 2월 28일)은 대한민국의 가수이다. 송민숙, 백진주라는 예명을 잠시 사용했다.

## 생애
경기도 수원시에서 감리교 목회자의 딸로 출생했다. 성장기에는 아버지의 부임지를 따라 자주 이사를 다녔다. 평안남도에서 삼화보통학교를 졸업한 후, 서울에서 이화여자고등보통학교를 나왔다.
학교 졸업 후 만주의 룽징에서 잠시 유치원 보모로 일하다가 결혼하여 옌지로 이사했다. 연길에서 태평양 전쟁 종전을 맞아 1945년에 가족과 함께 서울로 돌아왔다. 가수 활동은 1947년에 한국 방송 공사의 전신인 서울 중앙 방송국 전속 가수 모집에 응시하여 1기로 발탁된 것이 시작이다.
데뷔곡으로 취입한 〈고향초〉가 널리 알려지면서 송민도의 대표곡이 되었다. 이 노래는 음반사 측에서 일방적으로 여성스럽게 바꾼 송민숙이라는 예명으로 발표되었다. 고향을 그리워하는 내용의 〈고향초〉는 당시의 시대적 분위기와 맞아 떨어졌고, 선배 가수인 장세정이 다시 취입하여 널리 알려졌다.
한국 전쟁 중에는 대한민국 국군 정훈공작대에 소속되어 위문 공연 활동을 하였고, 종전 후 〈나 하나의 사랑〉과 〈청실 홍실〉이 크게 히트하여 1950년대 후반을 대표하는 여 가수로 부상하였다. 이 가운데 〈청실 홍실〉은 대한민국 드라마 주제가 제 1호이다. 1960년대에도 〈카츄샤의 노래〉, 〈목숨을 걸어놓고〉, 〈여옥의 노래〉, 〈서울의 지붕 밑〉, 〈하늘의 황금 마차〉, 〈청춘 목장〉, 〈행복의 일요일〉 등의 히트작을 계속 내놓았다.
가성을 사용하지 않는 창법은 고급스러운 느낌을 주며, 목소리는 잔잔한 서양식 저음이다. 미성의 가수들이 많던 시기라, 송민도의 허스키한 목소리는 독특한 분위기를 자아내며 젊은 층과 지식인들의 사랑을 받았다. 대한민국 가요의 수준을 한 단계 올려놓았다는 평가를 받기도 한다.
1963년부터는 쇼단을 결성하고 단장을 맡아 활동하기도 했다. 1960년대 후반에 장남이 베트남 전쟁에 참전한 것을 계기로 사이공에 식당을 차리고 머물렀다. 사이공을 떠나면서 1971년에 미국으로 이민하였고, 로스앤젤레스에 정착해 생활하였다.

## 참고자료
- 박성서 (2006년 10월 26일). “[박성서의 7080 가요 X파일] 국내 최초 ‘허스키 보이스’ 송민도 (1)”. 서울신문. 3면. 2008년 8월 31일에 확인함.
- 박성서 (2006년 11월 2일). “[박성서의 7080 가요 X파일] 국내 최초 ‘허스키 보이스’ 송민도 (2)”. 서울신문. 3면. 2008년 8월 31일에 확인함.